# Gizela Francuska
Prema tradiciji, gospa Gizela Francuska (fra. Giséle) bila je princeza Zapadne Franačke u 10. stoljeću.
Njezin je otac navodno bio kralj Karlo III. Glupi, a majka kraljica Frederuna, prva supruga kralja Karla. To bi značilo da je Gizela bila polusestra kralja Luja IV. Prekomorskog.
Gizela se udala za vojvodu Rolla od Normandije nakon što se on preobratio na kršćanstvo, ali nisu imali djece.